# Дає
Дає (кит. спр. 大冶市, піньїнь: Dàyĕ Shì) — місто-повіт в центральнокитайській провінції Хубей, складова міста Хуанши.

## Географія
Дає — найбільш західна частина префектури.

### Клімат
Місто знаходиться у зоні, котра характеризується вологим субтропічним кліматом. Найтепліший місяць — липень із середньою температурою 29.1 °C (84.4 °F). Найхолодніший місяць — січень, із середньою температурою 4.4 °С (39.9 °F).
| Клімат Дає              | Клімат Дає | Клімат Дає | Клімат Дає | Клімат Дає | Клімат Дає | Клімат Дає | Клімат Дає | Клімат Дає | Клімат Дає | Клімат Дає | Клімат Дає | Клімат Дає | Клімат Дає |
| Показник                | Січ.       | Лют.       | Бер.       | Квіт.      | Трав.      | Черв.      | Лип.       | Серп.      | Вер.       | Жовт.      | Лист.      | Груд.      | Рік        |
| Середня температура, °C | 4,4        | 5,9        | 10,5       | 16,7       | 21,9       | 25,6       | 29,1       | 28,7       | 23,9       | 18,4       | 12,2       | 6,4        | 17         |
| Норма опадів, мм        | 46.4       | 71.8       | 119.2      | 172.7      | 198        | 251.8      | 156.3      | 140.1      | 92         | 82.1       | 65.3       | 38.6       | 1434.3     |
| Днів з опадами          | 11,1       | 12,1       | 15,7       | 16,2       | 15         | 13         | 10,2       | 9,3        | 9,5        | 10,9       | 11         | 10         | 144        |
| Вологість повітря, %    | 75.2       | 77.2       | 79.4       | 80.2       | 78.8       | 79.8       | 78.2       | 77.4       | 78         | 77.1       | 75.9       | 73.1       | 77.5       |
| ----------------------- | ---------- | ---------- | ---------- | ---------- | ---------- | ---------- | ---------- | ---------- | ---------- | ---------- | ---------- | ---------- | ---------- |
| Джерело: Weatherbase    |            |            |            |            |            |            |            |            |            |            |            |            |            |